# Campionato italiano di Formula 3 2005
Il Campionato italiano di Formula 3 2005 fu il quarantunesimo della serie. Fu vinto da Luigi Ferrara della scuderia Corbetta Racing su Dallara F304-Opel.